# Ланчани пренос
Ланчани пренос (ланчани, ланчанички, ланчасти пренос) је пренос механичке енергије између машина и уређаја уз помоћ ланца, и један је од врста механичког преноса.
Ланчани пренос се обично користи за пренос снаге и обртног момента између вратила која су на већем размаку.
За пренос су потребни одговарајући ланац и најмање два озубљена точка за монтирање ланца.

## Илустрације
- Ланчани пренос на бициклу.
- Приказ старије машине са ланчаним преносом.

## Предности (наспрам ременог преноса)
- више дозвољено оптерећење
- нема проклизавања
- дуг вијек трајања

## Недостаци
- бучан рад
- потребно је подмазивање
- нешто тежа монтажа
- виша цијена
- није могућ рад при врло великим брзинама
- при хаварији, опасан због металне конструкције
- при великим оптерећењима које мотор (машина која претвара неки облик енергије у механичку) не може да савлада, долази до лома самог преносника и хаварије